# غوين بيري
غوين بيري (بالإنجليزية: Gwen Berry)‏ هي منافسة ألعاب القوى أمريكية، ولدت في 29 يونيو 1989 في سانت لويس في الولايات المتحدة.